# 速報!有吉のお笑い大統領選挙
『速報!有吉のお笑い大統領選挙』（そくほう ありよしのおわらいだいとうりょうせんきょ）は、テレビ朝日系列にて 2014年12月29日 から2015年12月29日まで不定期で放送されていたバラエティ特別番組。有吉弘行の冠番組である。

## 概要
お笑い界のニューリーダーである『お笑い大統領』の座を争い、実力派芸人がネタバトルする。
選挙管理委員長有吉弘行と選挙管理副委員長ベッキーが進行し、有権者代表のゲスト審査員が各10万票満点で評価する。基本的には、最多得票の芸人が選ばれるシステムだが、毎回最多50万票芸人が続出するので、最終的に有吉の独断でお笑い大統領が任命される。 
また、世間にはまだ知られていない荒削りだけど面白い若手芸人が次回本選出場権を賭けて予備選挙(ネタバトル)を開催。
2014年末に放送された『速報!有吉のお笑い大統領選挙 2014』が好評につき、第2弾『速報!有吉のお笑い大統領選挙!!2015春』が2015年4月26日の『日曜エンタ』にて放送されることになった。第3弾「速報!有吉のお笑い大統領選挙!!2015冬』は、同年12月29日未明（28日深夜）に一部地域を除いて放送された。
『初代お笑い大統領』には、有吉の独断で吉村崇（平成ノブシコブシ）が任命された。

## 放送日・内容
| 回数  | タイトル                             | 放送日                   | 放送時間（JST) | 予備選MVP        | お笑い大統領                |
| ----- | ------------------------------------ | ------------------------ | -------------- | ---------------- | --------------------------- |
| 第1回 | 速報!有吉のお笑い大統領選挙 2014     | 2014年12月29日（月曜日） | 23:40 - 翌1:40 | 厚切りジェイソン | 吉村崇 （平成ノブシコブシ） |
| 第2回 | 速報!有吉のお笑い大統領選挙!! 2015春 | 2015年4月26日（日曜日）  | 20:58 - 23:24  | マツモトクラブ   | 塙宣之 （ナイツ）           |
| 第3回 | 速報!有吉のお笑い大統領選挙!! 2015冬 | 2015年12月29日（火曜日） | 0:40 - 2:25    | Aマッソ          | 後藤淳平 （ジャルジャル）   |

## 出演者
選挙管理委員長
- 有吉弘行

選挙管理副委員長
- ベッキー

ナレーター
- 福田亨（第1回）
- 中尾隆聖（第2回）
- 平田広明（第3回）

### 有権者代表
第1回
- いとうせいこう（有権者リーダー）、篠原信一、皆藤愛子、小島瑠璃子、IVAN

第2回
- いとうせいこう（有権者リーダー）、篠原信一、かたせ梨乃、平愛梨、足立梨花

第3回
- 高田延彦（有権者代表リーダー）、内山理名、足立梨花

### お笑い大統領 候補者
第1回
- （本選）：あばれる君、アルコ&ピース、アンガールズ、オジンオズボーン、かもめんたる、三四郎、サンドウィッチマン、シソンヌ、ジャングルポケット、タイムマシーン3号、東京03、どぶろっく、ナイツ、ニッチェ、ハライチ、パンクブーブー、ブルーリバー、平成ノブシコブシ、ロッチ
- （予備選）：厚切りジェイソン、カゲヤマ、巨匠、タブレット純、チョコレートプラネット、ニューヨーク、馬鹿よ貴方は、メイデン玉砕、や団、ワールドヲーター

第2回
- （本選）：厚切りジェイソン、あばれる君、アルコ&ピース、アンガールズ、オジンオズボーン、キングオブコメディ、クマムシ、三四郎、サンドウィッチマン、三拍子、じゅんいちダビッドソン、タイムマシーン3号、東京03、どぶろっく、トレンディエンジェル、ナイツ、ニッチェ、NON STYLE、バイきんぐ、ハライチ、パンクブーブー、ブルーリバー、平成ノブシコブシ
- （予備選）：阿佐ヶ谷姉妹、ウエストランド、クロコップ、セフテンバー、永野、ニューヨーク、マツモトクラブ、ゆんぼだんぷ

第3回
- （本選）：アルコ&ピース、キングオブコメディ[4]、コロコロチキチキペッパーズ、三四郎、サンドウィッチマン、ジャルジャル、タイムマシーン3号、トレンディエンジェル、ナイツ、NON STYLE、馬鹿よ貴方は、ハライチ、平成ノブシコブシ、マツモトクラブ、メイプル超合金
- （予備選）：アナクロニスティック、Aマッソ、キートンさんと熊本の人、ニューヨーク、パーティ内山、ハナコ、パーマ大佐

## ネット局
第2回は「日曜エンターテインメント」を参照。

## スタッフ

### 第3回
- 構成：北本かつら、竹村武司
- TM：福元昭彦
- TD：外川真一
- カメラ：藤原朋巳
- VE：松田祐児
- 照明：渡辺敏正
- 音声：中田孝也
- PA：石渡洋志
- 美術：井磧伸介
- デザイン：加藤由紀子
- 美術進行：亀井直子
- 大道具装置：塚田祐介
- 大道具：田口泰久
- 電飾：黒瀬紗希
- 小道具：石井琢也
- オブジェ装飾：山入端亜土
- 衣裳：片瀬美穂
- 特効：釜田智志
- メイク：川口かつら店
- OPCG：菅原そうた
- CG：小林宏嗣
- 編集：藤森裕太
- MA：井田須美子
- 音効：岡田淳一
- TK：安達真理
- 編成：大沢解都、須藤なぎさ
- 宣伝：堀場綾技子
- 協力：テイクシステムズ、テレテック、ロッコウプロモーション、テレビ朝日クリエイト、俳優座劇場、テルミック、アトリエクロリス、テレフィット、東京衣裳、東京特殊効果、JUNESEP、川口カツラ店、ヌーベルアージュ、ビデオ・パック・ニッポン、東京オフラインセンター
- デスク：小林裕美子
- AD：井上紗由美
- FD：福岡和哉
- AP：田上明日香、三ツ木景
- ディレクター：佐藤陽太、大西日陽、浅沼雄介
- プロデューサー：山北剛士
- 演出・プロデューサー：郷力大也
- ゼネラルプロデューサー：畔柳吉彦
- 制作著作：テレビ朝日

### 過去のスタッフ
- TD：平野友章
- カメラ：朝香昌男
- VE：小松淳
- 照明：渡邊英明
- 音声：猪俣晃
- デザイン：飛田幸
- 大道具装置：渡部修嗣
- 電飾：高橋友之
- アクリル装飾：山入端亜土
- メイク：古宿沙織
- MA：高山元
- 編成：高橋正輝
- 宣伝：醍醐彩乃
- AD：赤津麻結子
- ディレクター：福元洋之